# Aaron Palushaj
Aaron Palushaj (Livonia, 7 settembre 1989) è un hockeista su ghiaccio statunitense di ruolo attaccante. Ha origini albanesi.

## Carriera

### Club
Prima di venire scelto in NHL, disputò due campionati di USHL con i Des Moines Buccaneers e poi si iscrisse all'Università del Michigan, che, nella sua seconda stagione, risultò la migliore squadra della NCAA West. Si fece notare con 50 punti in 37 partite.
Nel 2007 fu la quarantaquattresima scelta assoluta del draft, che lo consegnò ai St. Louis Blues. Il 3 aprile 2009 firmò un contratto di 3 anni con la franchigia del Missouri, che lo assegnò ai Peoria Rivermen, la squadra affiliata militante in AHL.
Il 3 marzo 2010 venne ceduto ai Montreal Canadiens nell'affare che portò a St. Louis Matt D'Agostini. Per la maggior parte del tempo sotto contratto con i canadesi verrà impiegato dagli Hamilton Bulldogs, la squadra satellite in AHL. Il 17 marzo 2011, comunque, riuscì ad esordire in NHL in una partita vinta per 3-2 agli shootout contro i Tampa Bay Lightning.  Al termine della stagione 2010-2011 scese in campo soltanto 3 volte nella lega maggiore, ma risultò, con 57 punti in 68 partite, il miglior marcatore dei Bulldogs. Un anno esatto dopo il suo debutto mise a segno il suo primo gol in NHL, in una gara persa per 3-2 agli shootout contro i New York Islanders. Il 12 luglio 2012 il suo contratto con i Canadiens fu rinnovato per un altro anno.
Nel corso del lock out della stagione 2012-2013 giocò per gli Hamilton Bulldogs. Quando il campionato ricominciò, fu inserito tra i waivers da parte della squadra di Montréal, venendo poi acquistato dai Colorado Avalanche il 5 febbraio 2013 ed esordendo sei giorni dopo in una sconfitta per 3-2 in overtime con i Phoenix Coyotes. Il 14 febbraio realizzò la sua prima rete con la nuova maglia, nella partita vinta per 4-3 in shootout contro i Minnesota Wild. Terminò il campionato con 9 punti (2 gol e 7 assist) in 25 gare. Rimasto free agent, l'11 luglio 2013 fu ingaggiato dai Carolina Hurricanes con un contratto two-way. Disputò numerose gare con la squadra satellite dei Charlotte Checkers, in AHL.
Dopo una stagione trascorsa in Kontinental Hockey League fra Zagabria ed Ekaterinburg Palushai nell'estate del 2015 ritornò in Nordamerica firmando un contratto con l'organizzazione dei Philadelphia Flyers. Disputò la stagione con la squadra affiliata in American Hockey League, i Lehigh Valley Phantoms.
Iniziò anche la stagione successiva in AHL, coi Cleveland Monsters, ma già nel mese di dicembre ha fatto ritorno in Kontinental Hockey League, alla Dinamo Minsk.
Nella stagione successiva si trasferì in Swedish Hockey League con il Brynäs Idrottsförening, dov'è rimasto una stagione prima di passare, nella stessa lega, all'Örebro Hockeyklubb.
Anche la seconda esperienza svedese è durata solo una stagione: nel maggio del 2019 si è trasferito all'HC Davos, sottoscrivendo un contratto biennale.

### Nazionale
Palushaj prese parte, con la nazionale statunitense under 20, ai mondiali di categoria 2009, ad Ottawa. Realizzò 2 gol e 3 assist in 6 partite, e la sua squadra uscì nei quarti contro la Slovacchia.
Non giocando i playoff, Palushaj fu convocato dagli Stati Uniti per il mondiale 2013 in Svezia e Finlandia. Debuttò e realizzò il suo unico gol nella competizione nella partita del 4 maggio vinta per 5-3 con l'Austria. La nazionale arrivò sino in semifinale, dove fu eliminata dalla Svizzera, ma vinse la finale per il terzo posto con la Finlandia.